# Discípulos de Otilia
Discípulos de Otilia és un grup barceloní de música ska fundat l'any 1992, en actiu després de diverses refundacions. El grup compta des dels seus orígens amb dos cantants i una actitud festiva i punk sobre els escenaris, fet que es reflecteix en les seves lletres on tracten temes com l'antiimperialisme, l'antimilitarisme o l'ecologisme, i els ha portat a realitzà centenars de concerts arreu d'Europa, Amèrica Llatina i el Japó. Al llarg de la seva carrera han col·laborat amb músics com Francesc Ribera «Titot», Fermin Muguruza o l'excantant The Specials, Neville Staple.

## Discografia
- Otílicos perdidos (Tralla Records, 1997)
- Otiliamina pura! (Tralla Records, 1999)[4]
- Ska Zone (Tralla Records, 2002)
- Wateke (Ventilador Music, 2004)
- Blanco y negro (Soul Panda Records, 2007)[5][6]